# Tomasz Jagodziński
Tomasz Jagodziński (ur. 21 grudnia 1958 w Bełchatowie) – polski polityk, senator II kadencji.

## Życiorys
Absolwent technikum górniczego, następnie Uniwersytetu Warszawskiego – studiował na Wydziale Dziennikarstwa i Nauk Politycznych. Pracował jako elektromonter, a od 1982 jako dziennikarz sportowy. W 1991 uzyskał mandat senatora (jako kandydat niezależny) z województwa piotrkowskiego; sprawował go do 1993. Dołączył do Polskiego Stronnictwa Ludowego, z rekomendacji którego kandydował m.in. w wyborach parlamentarnych w 1997 i 2001.
Pełnił funkcję rzecznika prasowego Polskiego Związku Piłki Nożnej (m.in. w czasie sporu między Marianem Dziurowiczem a Jackiem Dębskim). W 2008 został kandydatem na stanowisko prezesa zarządu PZPN, jednak w dniu wyborów przez Walne Zgromadzenie PZPN (30 października) zrezygnował z ubiegania się o tę funkcję.
Jest autorem wydanej w 1993 książki Cwaniaczku, nie podskakuj poświęconej aferom w polskiej piłce nożnej.
Objął stanowisko dyrektora Muzeum Sportu i Turystyki w Warszawie, które zajmował do 2019. Został też członkiem rady nadzorczej GKS Bełchatów.

## Życie prywatne
Żonaty, ma dwoje dzieci.